# بخش نلباری
بخش نلباری (به انگلیسی: Nalbari district) یک منطقهٔ مسکونی در هند است که در Lower Assam Division واقع شده‌است. بخش نلباری ۲٬۲۵۷ کیلومتر مربع مساحت و ۷۷۱٬۶۳۹ نفر جمعیت دارد.